# 土屋宗良
土屋 宗良（つちや むねよし、英: Muneyoshi Tsuchiya、1951年 - ）は、日本のフラワーアーティスト。静岡県伊東市出身。

## 来歴
挿し花家の栗崎昇に入門（ベルギーのフラワーアーティスト、ダニエル・オストとは同門にあたる）。
TV、CM、雑誌などで、数多くのフラワーアレンジを手がけ、二度にわたりクリオ広告賞を受賞。花のみにとどまらず様々な分野の芸術家とのコラボレーションに積極的に取り組む。東京の六本木にてフラワーショップ・ノンノ (Flower Shop nonno) を主宰、後輩の人材育成に特に積極的に取り組み、柿崎順一、CHAJINをはじめ大勢の弟子達を世に輩出している。

## 展覧会
- 1987年
  - 渋谷ギャラリーアートワッズにて「LOVE IN PEACE」展
  - 新宿グラフィックステーションにて「毒の花」展
  - 原宿アートギャラリーにて「宇宙」展
- 1988年
  - 原宿シャリテ・パ・コムサ・デ・モードにて「FLOWER SPACE」展
  - 恵比寿WB-2にて「ART SESSION」展
- 1989年
  - 吉祥寺東急百貨店にてグループ展
- 1990年
  - 南青山ガレリアプロバにて「花と光と影」展
  - ラフォーレ原宿にて「月光浴」展（写真家・石川賢治個展の空間プロデュース）
- 1991年
  - 銀座ギンザコマツにて「地球〜The Earth」展
  - 銀座ギンザコマツにて「私を活ける」展
- 1992年
  - 銀座ギンザコマツにて「空想のエッセンス」展
  - 銀座ギンザコマツにて「視覚楽園」展
- 1993年
  - 新宿伊勢丹にて「花々祭」展
- 1994年
  - 広島「花アート展」空間総合プロデュース
  - 静岡メディアセンターにて「空想のエッセンス」展
  - 大阪心斎橋ブルータスギャラリーにて「空想のエッセンス」展
- 1995年
  - 新宿にて東京電力環境週間「空間ディスプレイ」展
- 1996年
  - 新宿OZONEプラザにて「GARDEN IDEA」展
- 1997年
  - 大阪ハービスHALLにて「月光浴」展（写真家・石川賢治個展の空間プロデュース）
- 1998年
  - 銀座ソニービルにて「月光浴」展（写真家・石川賢治個展の空間プロデュース）
- 1999年
  - 銀座ギンザコマツにて「X'masのディスプレイ」展
- 2000年
  - ラフォーレ原宿にて「月光浴」展（写真家・石川賢治個展の空間プロデュース）
- 2001年
  - 吉祥寺東急百貨店にて「フラワーアレンジメント2001」展（グループ展）
  - 銀座ソニービルにて「月光浴」展（写真家・石川賢治個展の空間プロデュース）
- 2002年
  - 吉祥寺東急百貨店にて「フラワーアレンジメント2002」展（グループ展）
  - 福岡にて「天空の花」展
- 2003年
  - 広島にて「国境の無い花たち」展（グループ展）
- 2005年
  - 六本木ヒルズにて「天空の花」展
  - 東京国際フォーラム・ロビーギャラリーにて「華・小江戸の展覧会」展（グループ展）

## 書籍
- FIVE SEASONS 出版社: 誠文堂新光社 著者: つちやむねよし  (1988/06) ISBN 4416488122 ISBN 978-4416488126 言語::日本語
- 花のアレンジメント12ヶ月 出版社: 六燿社 著者:つちやむねよし、なかむらふみ、藤澤保、他 (1997/05) ISBN 4897372631 ISBN 978-4897372631 言語:日本語
- Wedding Flowers―花のウエディング 出版社: 六燿社  著者:つちやむねよし、なかむらふみ、藤澤保、他  (1995/05) ISBN 4897372178 ISBN 978-4897372174 言語:日本語